# Elezione papale del 1254
L'elezione papale del 1254 si svolse a Napoli dall'8 al 12 dicembre 1254 a seguito della morte di papa Innocenzo IV. Il suo successore fu Papa Alessandro IV.

## Morte di Innocenzo IV ed elezione
Verso la fine del 1254, si era aperta una nuova fase dello scontro tra Papato e Impero, che vedeva contrapposto il pontefice a Manfredi, il figlio naturale, successivamente legittimato, di Federico II. Innocenzo aveva trasferito la sua residenza a Napoli, poche settimane dopo aver unificato il Regno di Sicilia alla Chiesa, e vi aveva fatto ingresso trionfale il 27 ottobre. Tuttavia, dopo una breve e dolorosa malattia, il pontefice morì il 7 dicembre, alla vigilia di un nuovo scontro con Manfredi. Fu sepolto nella locale Basilica di Santa Restituta e quindi trasferito nel Duomo nel 1320, una volta ultimata la costruzione.
I cardinali avrebbero voluto far ritorno a Roma per procedere all'elezione, ma il podestà di Napoli, Bertolino Tavernerio da Parma, chiuse le porte della città e li costrinse ad effettuare le votazioni immediatamente, evidentemente temendo per le sorti di Napoli con l'esercito di Manfredi nei dintorni.
Riunitisi pertanto nel palazzo che fu di Pier delle Vigne, i cardinali giunsero ad eleggere, per compromesso dopo alcune votazioni infruttuose, il Decano Rinaldo di Jenne, nipote di Gregorio IX, che prese il nome di Alessandro IV. Fu incoronato nella cattedrale di Napoli il 20 dicembre.

## Partecipanti

### Presenti in conclave
| Nome                         | Paese                     | Titolo                                             | Ruolo | Nascita  | Concistoro |
| ---------------------------- | ------------------------- | -------------------------------------------------- | --- | -------- | ---------- |
| Rinaldo dei signori di Jenne | Stato Pontificio          | Cardinale vescovo di Ostia e Velletri; eletto papa | Decano del collegio cardinalizio; Legato pontificio emerito ad Anagni, Perugia e Nord Italia              | 1199     | 18/09/1227 |
| Giovanni Gaetano Orsini      | Stato Pontificio          | Cardinale diacono di San Nicola in Carcere         | Legato pontificio emerito; eletto papa con il nome di Niccolò III nel 1277                                | 1216     | 28/05/1244 |
| Ottobono Fieschi             | Repubblica di Genova      | Cardinale diacono di Sant'Adriano al Foro          | Arciprete della Basilica Liberiana di Santa Maria Maggiore; eletto papa con il nome di Adriano V nel 1276 | 1205     | 12/1251    |
| Ottaviano degli Ubaldini     | Repubblica di Firenze     | Cardinale diacono di Santa Maria in Via Lata       | Amministratore apostolico emerito della diocesi di Bologna; Auditore del Sacro Palazzo                    | 1214     | 28/05/1244 |
| Gil Torres                   | Regno di Castiglia e León | Cardinale diacono dei Santi Cosma e Damiano        | Rappresentante a Roma del Regno di Castiglia                                                              | 1175 ca. | 02/1216    |
| Riccardo Annibaldi           | Stato Pontificio          | Cardinale diacono di Sant'Angelo in Pescheria      | Vicario di Roma; Cardinale protodiacono                                                                   | 1200 ca. | 09/1237    |
| István Báncsa                | Regno d'Ungheria          | Cardinale vescovo di Palestrina                    | Legato pontificio in Croazia e Dalmazia; Amministratore apostolico della diocesi di Strigonio             | 1200 ca. | 12/1251    |
| John da Toledo, O. Cist.     | Regno d'Inghilterra       | Cardinale presbitero di San Lorenzo in Lucina      | Archiatra pontificio emerito; Cardinale protopresbitero                                                   |          | 28/05/1244 |
| Hughes de Saint-Cher, O.P.   | Regno di Francia          | Cardinale presbitero di Santa Sabina               | Legato pontificio in Germania                                                                             | 1195 ca. | 28/05/1244 |
| Guglielmo Fieschi            | Repubblica di Genova      | Cardinale diacono di Sant'Eustachio                | Legato pontificio in Sicilia                                                                              | 1210 ca. | 28/05/1244 |

### Assenti in conclave
| Nome                          | Paese            | Titolo                                      | Ruolo                                                     | Nascita  | Concistoro |
| ----------------------------- | ---------------- | ------------------------------------------- | --------------------------------------------------------- | -------- | ---------- |
| Eudes de Châteauroux, O.Cist. | Regno di Francia | Cardinale vescovo di Tuscolo-Frascati       | Legato pontificio in Terra Santa                          | 1190     | 28/05/1244 |
| Pietro Capocci                | Stato Pontificio | Cardinale diacono di San Giorgio in Velabro | Legato pontificio emerito nella Marca anconitana e Umbria | 1200 ca. | 28/05/1244 |